# Alfonso Aparicio
Pour les articles homonymes, voir Aparicio et Gutiérrez.
Alfonso Aparicio, né le 14 août 1919 à Santander en Espagne et mort le 1er février 1999 à Madrid, est un footballeur international espagnol qui occupe essentiellement le poste de défenseur. Remportant à quatre reprises la Primera División avec l'Atlético de Madrid, il est le joueur ayant remporté le plus de championnats avec ce club. Il compte huit sélections avec l'équipe d'Espagne.

## Biographie

### Carrière de joueur

#### En club
Alfonso Aparicio découvre le football en Cantabrie dans les clubs de Daring Club, Magdalena et Juventud Sport,. Membre en 1939 de l'Aviación Nacional, club des forces armées aériennes franquistes qu'il a rejointes au cours de la guerre d'Espagne, il est ensuite membre de l'Atlético Aviación, club résultant de la fusion de l'Aviación Nacional et de l'Athletic Club de Madrid. Avec le club madrilène, il participe à la Primera División à partir de la saison 1939-1940 et a pour entraîneur cette année-là Ricardo Zamora. Remportant le championnat en fin de saison, Aparicio gagne également les éditions 1941, 1950 et 1951, ce qui en fait le joueur le plus titré en championnat sous le maillot de l'Atlético. Il obtient ses deux derniers titres avec Helenio Herrera comme entraîneur et gagne la Copa Presidente de la Federación Española de Fútbol en septembre 1947. Il dispute un total de 266 matchs avec ce club pour cinq buts inscrits. Joueur marquant de l'histoire du club, son trio avec ses coéquipiers Lozano et Riera est appelé Telón de acero. Durant son passage au club, il est suspendu deux ans en raison d'un contrat jugé non conforme. Son poste sur le terrain est défenseur.
Il termine sa carrière sportive au Boavista FC où il évolue comme attaquant. Il y est aussi entraîneur,.

#### En sélection
La première sélection en équipe nationale d'Alfonso Aparicio a lieu le 11 mars 1945 lors d'un déplacement à Lisbonne pour affronter le Portugal, un match qui se solde par un nul 2-2. Sa dernière sélection avec la Roja se déroule le 27 mars 1949 lors de la réception à Madrid de l'Italie pour une défaite espagnole 3-1. Ses huit sélections en équipe nationale se soldent par trois victoires, trois matchs nuls et deux défaites.

### Après-carrière
De retour en Espagne une fois sa carrière de joueur et son passage au Portugal terminés, il se reconvertit comme entraîneur. Aparicio entraîne successivement Levante UD, le Rayo Vallecano et l'Atlético Baleares. Il retourne ensuite à l'Atlético de Madrid et en devient délégué.

## Palmarès
Durant sa carrière en club, Aparicio remporte à quatre reprises le championnat d'Espagne en 1940, 1941, 1950 et 1951, ce qui en fait le joueur le plus titré sous le maillot de l'Atlético de Madrid. Il gagne également la Copa Presidente de la Federación Española de Fútbol qui se termine en septembre 1947.

## Statistiques
Le tableau ci-dessous résume les statistiques en match officiel d'Alfonso Aparicio durant sa carrière de joueur professionnel,.
| Saison                | Club                    | Championnat           | Championnat | Championnat | Coupe(s) nationale(s) | Coupe(s) nationale(s) | Supercoupe | Supercoupe | Compétition(s) continentale(s) | Compétition(s) continentale(s) | Compétition(s) continentale(s) | Espagne | Espagne | Total | Total |
| Saison                | Club                    | Division              | M.          | B.          | M.                    | B.                    | M.         | B.         | Comp.                          | M.                             | B.                             | M.      | B.      | M.    | B.    |
| 1938-1939             | Aviación Nacional       | Championnat d'Aragon  | -           | -           | 4                     | 0                     | -          | -          | -                              | -                              | -                              | -       | -       | 4     | 0     |
| 1939-1940             | Atlético Aviación       | Primera División      | 17          | 0           | 3                     | 0                     | -          | -          | -                              | -                              | -                              | -       | -       | 20    | 0     |
| 1940-1941             | Atlético Aviación       | Primera División      | 22          | 0           | 4                     | 0                     | 5          | 0          | -                              | -                              | -                              | -       | -       | 31    | 0     |
| 1941-1942             | Atlético Aviación       | Primera División      | 26          | 1           | 6                     | 0                     | -          | -          | -                              | -                              | -                              | -       | -       | 32    | 1     |
| 1942-1943             | Atlético Aviación       | Primera División      | -           | -           | -                     | -                     | -          | -          | -                              | -                              | -                              | -       | -       | 0     | 0     |
| 1943-1944             | Atlético Aviación       | Primera División      | 2           | 0           | 5                     | 0                     | -          | -          | -                              | -                              | -                              | -       | -       | 7     | 0     |
| 1944-1945             | Atlético Aviación       | Primera División      | 23          | 0           | 6                     | 0                     | -          | -          | -                              | -                              | -                              | 2       | 0       | 31    | 0     |
| 1945-1946             | Atlético Aviación       | Primera División      | 25          | 0           | 6                     | 0                     | -          | -          | -                              | -                              | -                              | 1       | 0       | 32    | 0     |
| 1946-1947             | Club Atlético de Madrid | Primera División      | 23          | 0           | 3                     | 0                     | -          | -          | -                              | -                              | -                              | -       | -       | 26    | 0     |
| 1947-1948             | Club Atlético de Madrid | Primera División      | 26          | 0           | 4                     | 0                     | 1          | 0          | -                              | -                              | -                              | 2       | 0       | 33    | 0     |
| 1948-1949             | Club Atlético de Madrid | Primera División      | 16          | 0           | 3                     | 1                     | -          | -          | -                              | -                              | -                              | 3       | 0       | 22    | 1     |
| 1949-1950             | Club Atlético de Madrid | Primera División      | 9           | 1           | 1                     | 1                     | -          | -          | -                              | -                              | -                              | -       | -       | 10    | 2     |
| 1950-1951             | Club Atlético de Madrid | Primera División      | 18          | 1           | 4                     | 0                     | -          | -          | CL                             | 1                              | 0                              | -       | -       | 23    | 1     |
| 1951-1952             | Club Atlético de Madrid | Primera División      | 7           | 0           | -                     | -                     | -          | -          | -                              | -                              | -                              | -       | -       | 7     | 0     |
| Total sur la carrière | Total sur la carrière   | Total sur la carrière | 214         | 3           | 49                    | 2                     | 6          | 0          | -                              | 1                              | 0                              | 8       | 0       | 278   | 5     |